# Floricomus setosus
Floricomus setosus là một loài nhện trong họ Linyphiidae.
Loài này thuộc chi Floricomus. Floricomus setosus được Ralph Vary Chamberlin & Wilton Ivie miêu tả năm 1944.